# 科利娜·德维拉尔
科利娜·德维拉尔（法語：Coline Devillard，2000年10月9日—），法国女子竞技体操运动员，2022年世界竞技体操锦标赛女子跳马铜牌得主、2023年世界竞技体操锦标赛女子团体全能铜牌得主。